# ليني كلارك
ليني كلارك (بالإنجليزية: Lenny Clarke)‏ مواليد 16 سبتمبر 1953 في كامبريدج، الولايات المتحدة، هو ممثل أمريكي درس في جامعة ماساتشوستس في بوسطن.

## الأعمال
- هناك شيء ما عن ماري
- أنا - نفسي وآيرين
- ليموني سنيكتس: سلسلة من الأحداث المأساوية
- هنا يأتي الازدهار
- تيد 2
- صائدو الأشباح
- ممسوس بملاك
- الجنة السابعة

## روابط خارجية
- ليني كلارك على موقع IMDb (الإنجليزية)
- ليني كلارك على موقع ميوزك برينز (الإنجليزية)
- ليني كلارك على موقع إن إن دي بي (الإنجليزية)
- ليني كلارك على موقع ديسكوغز (الإنجليزية)
- ليني كلارك على موقع قاعدة بيانات الفيلم (الإنجليزية)